# 大変形二十・十二面体
大変形二十・十二面体（Great snub icosidodecahedron）とは、一様多面体の一種であり、大星型十二面体または大二十面体の面をねじったものである。特殊な形でねじったものとして大逆変形二十・十二面体と大反屈変形二十・十二面体も存在。

## 性質
- 構成面: 正三角形80枚、正5/2角形12枚
- 辺: 150
- 頂点: 60
- 頂点形状: 3, 3, 3, 3, 5/2
- シュレーフリ記号: sr{5/2, 3}（r{5/2, 3}は大二十・十二面体）
- ワイソフ記号: | 2 5/2 3
- 枠: 面が正確な正多角形ではない変形十二面体
- 双対: 大五角六十面体（英語版）